# HMS Shannon (1875)
HMS Shannon byl první pancéřový křižník britského královského námořnictva. Postaven byl pro službu na vzdálených zámořských stanicích námořnictva, nebyl však příliš konstrukčně zdařilý. Ve službě byl v letech 1877–1893, ale roku 1883 byl převeden k pobřežní stráži. Osvědčil se jako vlajková loď v zámoří, většinu služby ale strávil v domácích vodách, pro které se příliš nehodil. Roku 1899 byl prodán do šrotu.

## Stavba
Při vývoji křižníku Shannon se konstruktéři vyrovnávali s protichůdnými požadavky, aby bylo plavidlo ekonomické při stavbě a provozu, ale zároveň dostatečně silné v konfrontaci s protivníky, se kterými by se mohlo utkat při zámořské službě. Výsledné plavidlo bylo na bitevní loď příliš slabě vyzbrojené a pancéřované, na křižník však příliš pomalé. Stavbu provedla loděnice Pembroke Dockyard. Stavba byla zahájena 29. srpna 1873, na vodu byl křižník spuštěn 11. listopadu 1875 a dne 17. září 1877 byl přijat do služby.

## Konstrukce

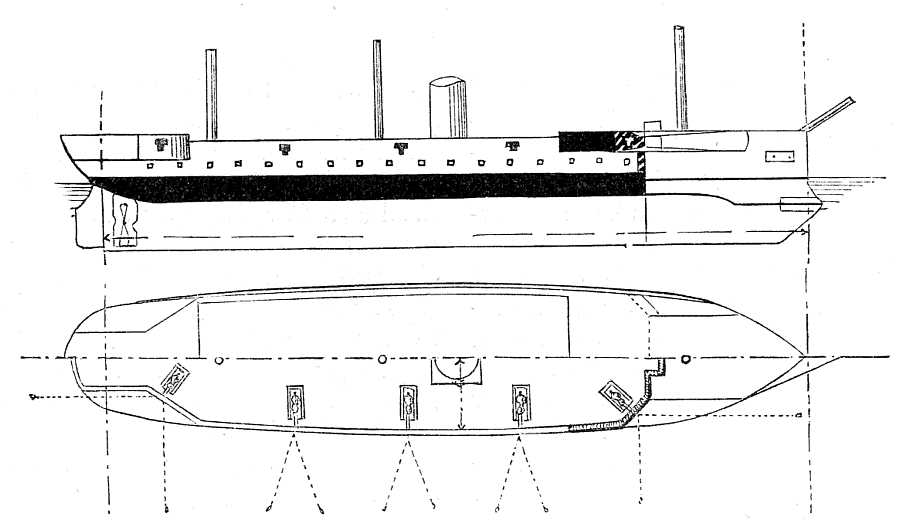
Základní uspořádání třídy

Hlavní výzbroj tvořily dva zepředu nabíjené 254mm kanóny, které doplňovalo sedm zepředu nabíjených 229mm kanónů a šest 95mm (20liberních) kanónů. Pancéřování bylo z válcovaného železa. Pohonný systém tvořilo osm kotlů a jeden parní stroj o výkonu 3370 ihp, pohánějící jeden lodní šroub. Plavidlo dále mělo barkovou takeláž o ploše 24 766 čtverečních stop. Nejvyšší rychlost dosahovala 12,25 uzlu. Neseno bylo 560 tun uhlí. Dosah byl 2260 námořních mil při rychlosti 10 uzlů.

### Modifikace
Roku 1881 výzbroj posílilo několik kulometů a čtyři 356mm torpédomety.